# Veszkény
Veszkény is een plaats (község) en gemeente in het Hongaarse comitaat Győr-Moson-Sopron. Veszkény telt 909 inwoners (2001).

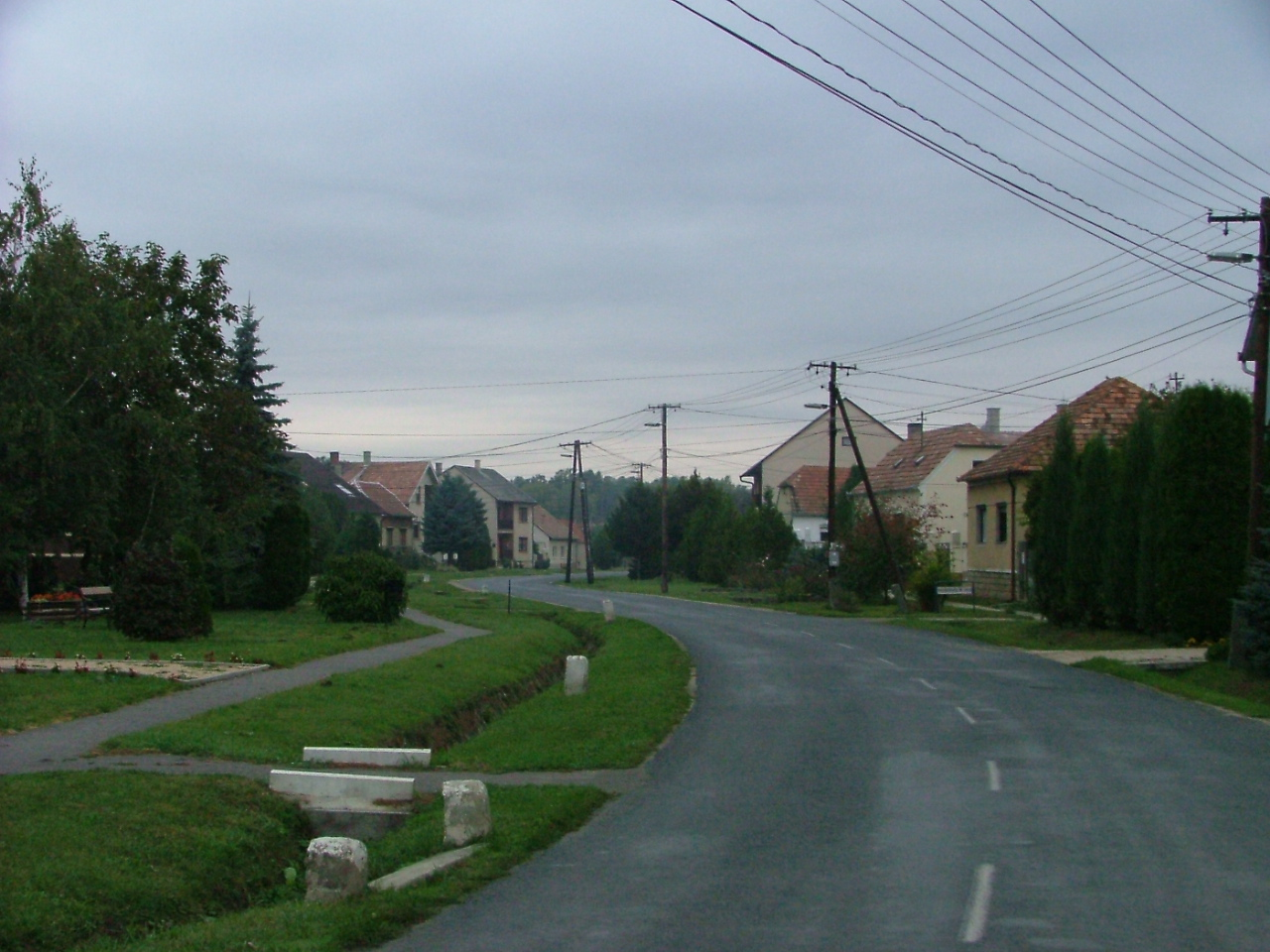
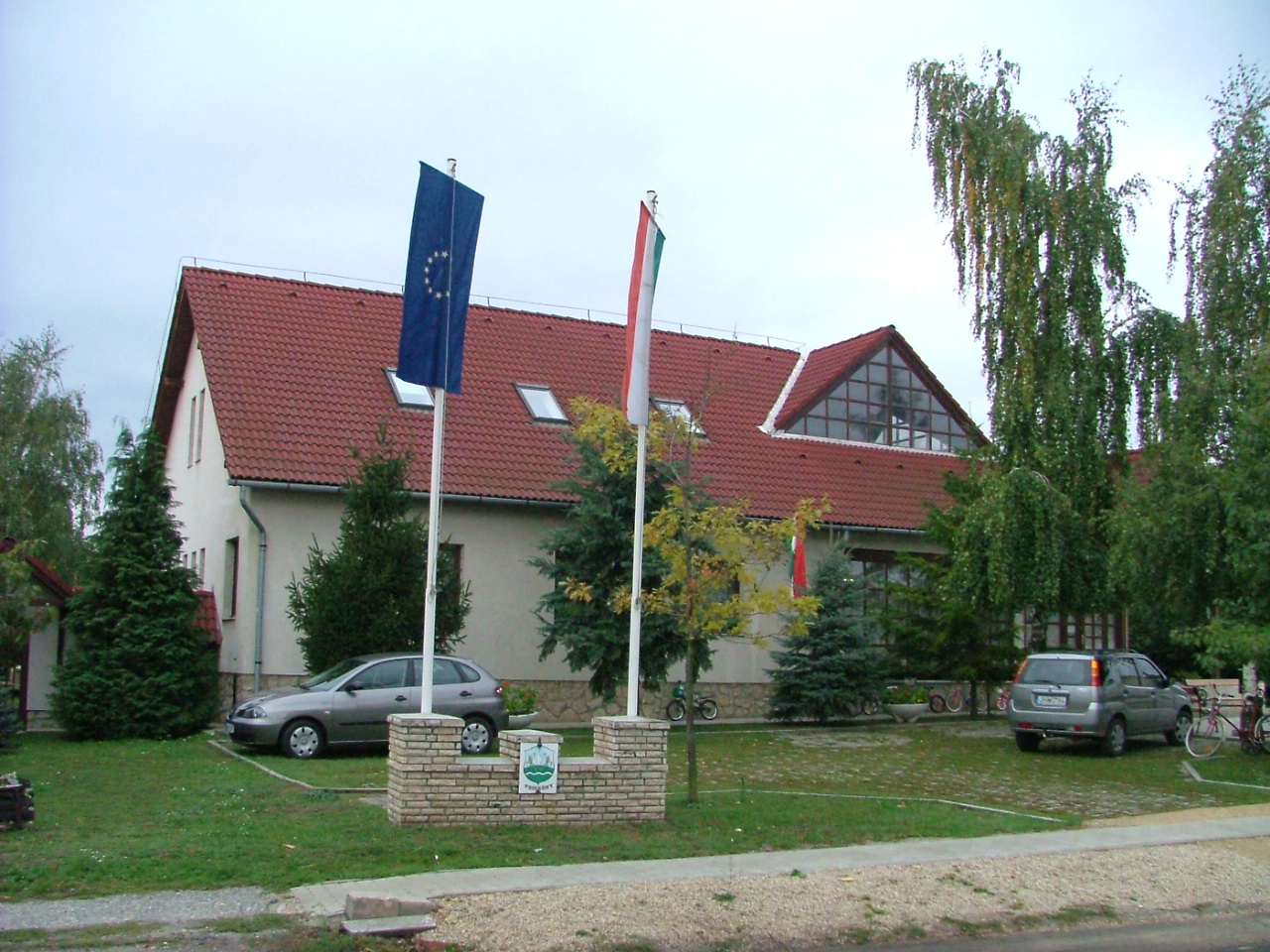
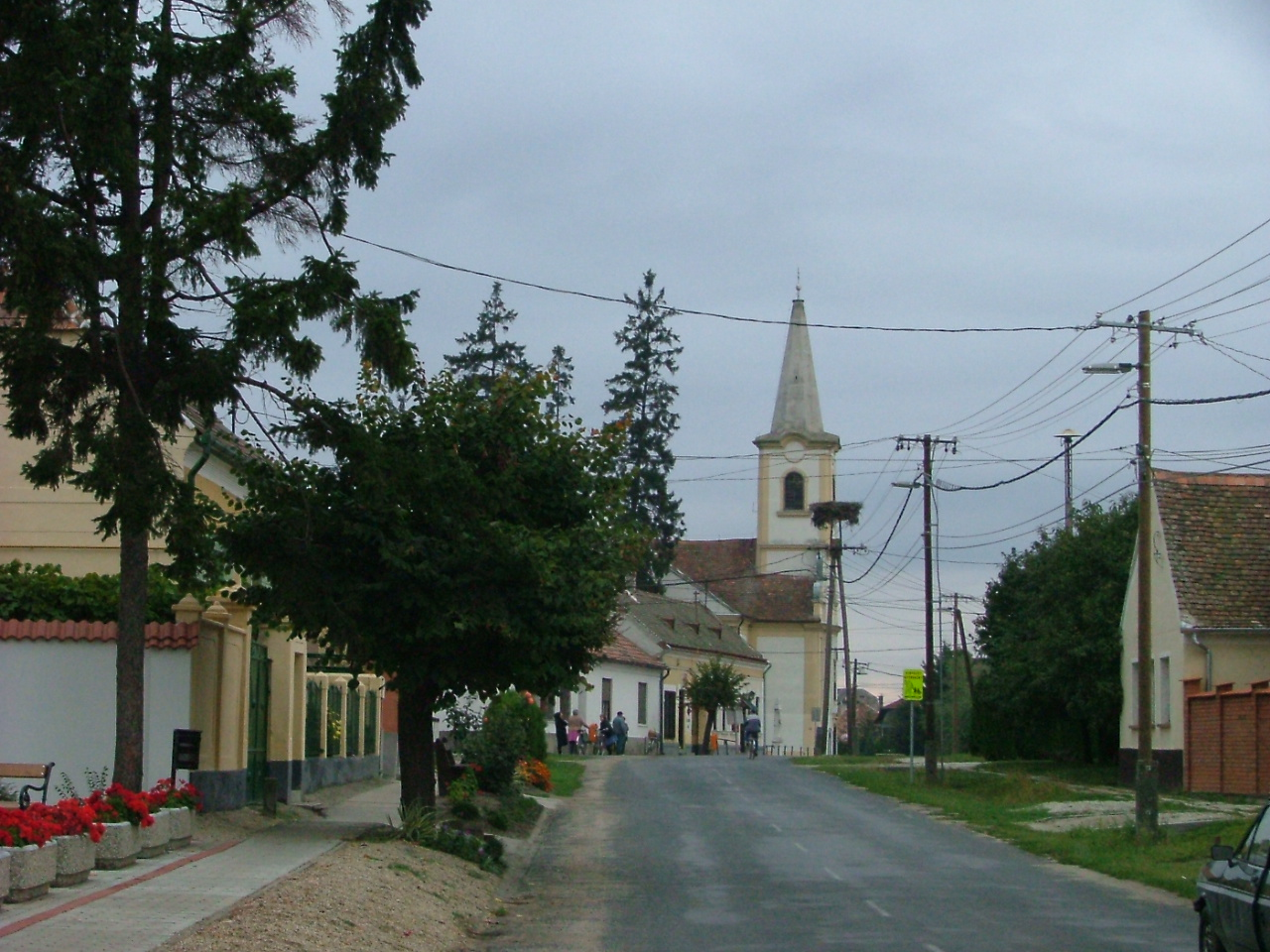